# Naissance en 1915
Naissance
- 1911
- 1912
- 1913
- 1914
- 1915
- 1916
- 1917
- 1918
- 1919

Cette page dresse une liste de personnalités nées au cours de l'année 1915 présentée dans l'ordre chronologique.

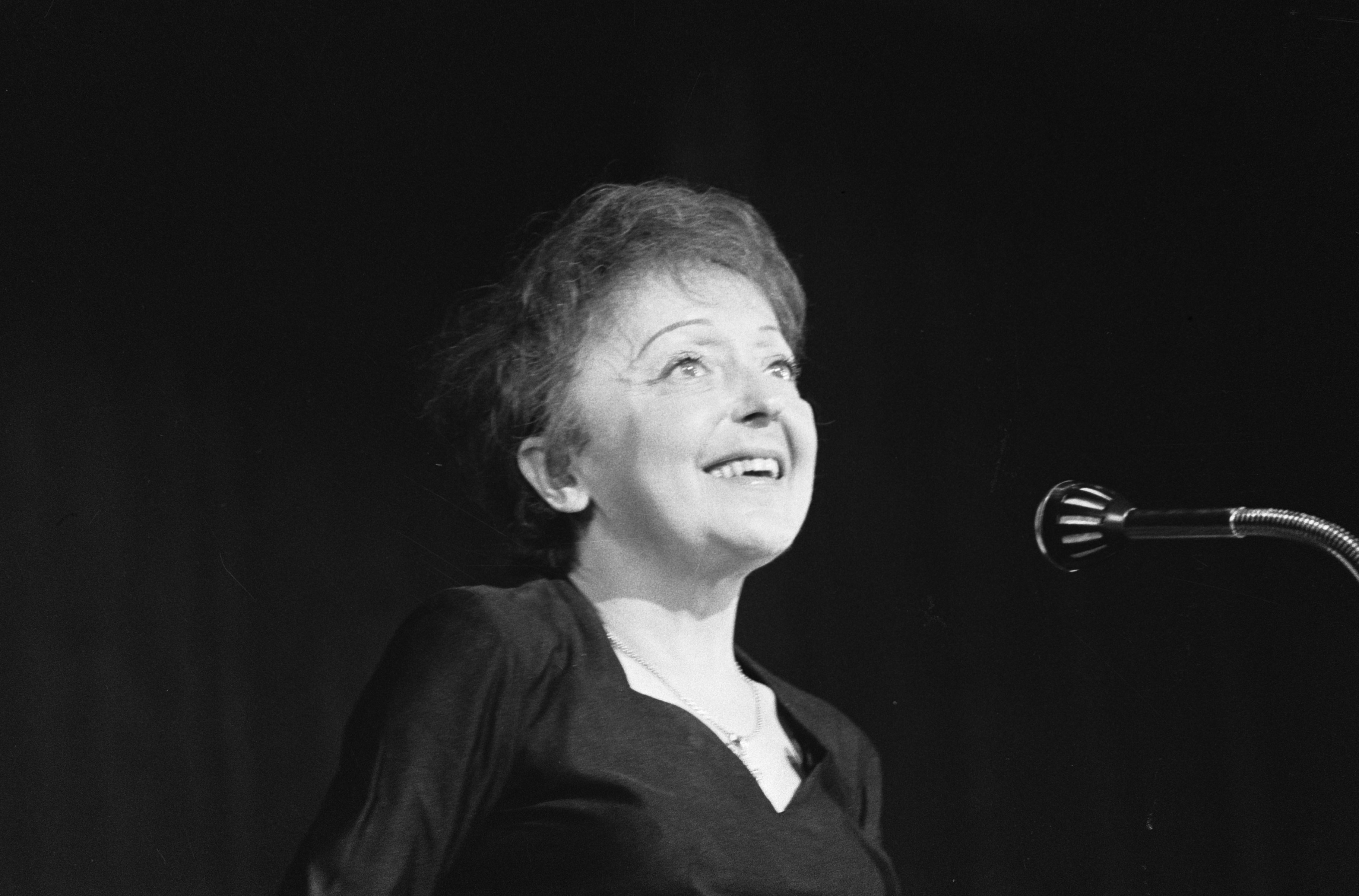
Edith Piaf

La liste des personnes référencées dans Wikipédia est disponible dans la page de la Catégorie: Naissance en 1915.

## Janvier
- 1er janvier : Marcel Cramoysan, peintre français de l'École de Rouen († 26 avril 2007).
- 4 janvier : Samuel Gaumain, évêque catholique français, évêque émérite de Moundou (Tchad) († 20 août 2010).
- 4 janvier : : John Tate, acteur australien († 19 mars 1979).
- 9 janvier : Anita Louise, actrice américaine († 25 avril 1970).
- 10 janvier : Laure Diebold, née Laure Mutschler, résistante française (Mado), qui fut la secrétaire de Jean Moulin († 17 octobre 1965).
- 16 janvier : Leslie H. Martinson, réalisateur américain († 3 septembre 2016).
- 18 janvier :
  - Syl Apps, joueur de hockey sur glace canadien († 24 décembre 1998).
  - Vassílis Tsitsánis, compositeur et joueur de bouzouki grec († 18 janvier 1984).
  - Michel de Camaret, militaire, résistant, diplomate, et homme politique français († 24 juin 1987).
- 20 janvier : Ghulam Ishaq Khan, (en ourdou/pachto : غلام اسحاق خان), homme politique pakistanais, président du Pakistan de 1988 à 1993 († 27 octobre 2006).
- 24 janvier : Tony Murena, accordéoniste et compositeur italien († 29 janvier 1971).
- 26 janvier : Florentine Mütherich, historienne de l'art allemande († 12 juin 2015).
- 27 janvier :
  - Pierre Boudet, peintre  et lithographe français († 3 mars 2011).
  - Jacques Hnizdovsky, peintre, graveur, sculpteur, dessinateur d’ex-libris et illustrateur austro-hongrois puis américain († 8 novembre 1985).
- 29 janvier : John Serry (père), accordéoniste de concert, organiste, compositeur, éducateur († 2003)
- 30 janvier : John Profumo, homme politique britannique († 9 mars 2006).

## Février
- 1er février : Albert Speekaert, prêtre et écrivain belge († 24 juin 1982).
- 2 février : Witold Januszewski, peintre et un illustrateur polonais devenu français († 1981).
- 3 février :
  - Jacques Boussard, peintre figuratif français († 10 novembre 1989).
  - José Jabardo, coureur cycliste espagnol († 12 avril 1986).
- 4 février : Norman Wisdom, humoriste, chanteur compositeur et acteur anglais († 4 octobre 2010).
- 6 février : Danuta Szaflarska, actrice polonaise († 19 février 2017).
- 7 février :
  - Eddie Bracken, acteur américain († 14 novembre 2002).
  - Sheila Kaul, femme politique indienne († 13 juin 2015).
- 10 février : Vladimir Zeldine, acteur russe (l'empire russe), soviétique puis russe († 31 octobre 2016).
- 11 février : Hans Edmund Wolters, ornithologue allemand († 22 décembre 1991).
- 12 février : 
  - Lorne Greene, acteur et producteur canadien († 11 septembre 1987).
  - Olivia Hooker, psychologue et professeure d'université américaine († 21 novembre 2018).
- 13 février : Lyle Bettger, acteur américain († 24 septembre 2003).
- 14 février : Georg Thomalla, acteur allemand († 25 août 1999).
- 15 février : Georges Gorse, homme politique français († 17 mars 2002).
- 16 février : Francisco Julião, avocat, homme politique et écrivain brésilien († 10 juillet 1999).
- 19 février : Dick Emery, acteur britannique († 2 janvier 1983).
- 20 février :
  - Albert Fouet, homme politique français († 7 mai 2017).
  - Philip Friend, acteur anglais († 1er septembre 1987).
- 21 février : Anton Vratuša, homme politique slovène  († 30 juillet 2017).
- 22 février : Tjeerd Boersma, athlète néerlandais († 3 juin 1985).
- 23 février : Jorge Cepernic, homme politique argentin († 18 juillet 2010).
- 24 février : Geneviève Janssen-Pevtschin, avocate, magistrate et membre active de la résistance belge († 11 novembre 2011).
- 25 février : 
  - Lois Gunden, pédagogue américaine, Juste parmi les nations († 27 août 2005).
  - Marcel Parmeggiani, footballeur français († 19 juillet 1991).
- 26 février : Raúl Anguiano, muraliste et graveur mexicain († 13 janvier 2006).
- 27 février :
  - Arthur Gilson, homme politique belge († 2 février 2004).
  - Marcel Tomazover, joueur et entraîneur de football français († 1er janvier 1989).
- 28 février : Robert Gontier, résistant français du réseau Alliance pendant la Seconde Guerre mondiale († 30 novembre 1944).

## Mars
- 1er mars : Marius Maziers, évêque catholique français, archevêque émérite de Bordeaux († 14 août 2008).
- 4 mars : Carlos Surinach, compositeur et chef d'orchestre espagnol naturalisé américain († 12 novembre 1997).
- 5 mars :
  - Alfred Diefenbacher, haut fonctionnaire français († 22 février 2015).
  - Laurent Schwartz, mathématicien français († 4 juillet 2002).
- 7 mars : Jacques Chaban-Delmas, homme politique français († 10 novembre 2000).
- 9 mars : Alexandre Istrati, peintre roumain naturalisé français († 28 octobre 1991).
- 11 mars : Hervé-Maria Le Cléac’h, évêque catholique français, évêque émérite de Taiohae ou Tefenuaenata († 13 août 2012).
- 12 mars : Alberto Burri, plasticien, peintre et sculpteur italien († 13 février 1995).
- 15 mars :
  - Barbara, peintre italienne du futurisme († 10 janvier 2002).
  - Arménak Erévanian, footballeur français d'origine arménienne († 14 octobre 1996).
  - Carl Schorske, historien américain de la culture et professeur émérite de l'université de Princeton († 13 septembre 2015).
- 18 mars : Jean Anglade, écrivain français(† 22 novembre 2017).
- 19 mars : Patricia Morison, actrice et chanteuse américaine († 20 mai 2018).
- 20 mars : Rudolf Kirchschläger, diplomate, juge et homme d'État autrichien († 30 mars 2000).
- 22 mars : Gueorgui Jjionov, acteur soviétique et russe († 8 décembre 2005).
- 23 mars : Jack Rollins, producteur de cinéma et agent artistique américain († 18 juin 2015).
- 24 mars : Roger Schandalow, survivant de la Shoah évadé du convoi n° 62 pour le camp d'Auschwitz († 15 avril 2002).
- 27 mars : 
  - Pushpalata Das, indépendantiste et femme politique indienne († 9 novembre 2003).
  - Alejandro Fombellida, coureur cycliste espagnol († 9 février 1958).
- 29 mars : Kenneth Arnold, aviateur américain († 16 janvier 1984).
- 30 mars : Pietro Ingrao, homme politique, journaliste et résistant italien († 27 septembre 2015).

## Avril
- 3 avril :
  - Piet de Jong, homme d'État néerlandais († 27 juillet 2016).
  - Benito García, joueur et entraîneur de football espagnol († 24 août 1999).
  - Gaetano Nicosia, prêtre catholique italien († 6 novembre 2017).
- 4 avril :
  - Mathias Goeritz, architecte, peintre, écrivain et sculpteur germano-mexicain († 4 août 1990).
  - Muddy Waters, chanteur et guitariste de blues américain († 30 avril 1983).
- 5 avril : Evelyn Marc, peintre française († 16 juillet 1992).
- 6 avril :
  - Tadeusz Kantor, metteur en scène, réalisateur, peintre, écrivain et acteur polonais († 8 décembre 1975).
  - Jean-Émile Vié, haut fonctionnaire français († 6 juillet 2015).
- 7 avril :
  - Stanley Adams, acteur et scénariste américain († 27 avril 1977).
  - Billie Holiday, chanteuse de blues et de jazz américaine († 17 juillet 1959).
- 8 avril : Yvonne Guégan, peintre et sculptrice française († 14 mars 2005).
- 9 avril : Daniel Johnson (père), premier ministre du Québec († 26 septembre 1968).
- 14 avril :
  - Simone Benielli, résistante française († 4 octobre 1994).
  - Philippe Marie Picard, peintre français († 1er janvier 1997).
- 17 avril :
  - Manuel Batshaw, travailleur social québécois († 18 juillet 2016).
  - Benedetto Pola, coureur cycliste italien († 1er août 2000).
- 18 avril : Edmond Leburton, homme politique belge († 18 juin 1997).
- 20 avril :
  - Tova Berlinski, peintre israélienne d'origine polonaise († 16 janvier 2022).
  - Marie-Thérèse de Chateauvieux, femme politique française († 12 avril 2017).
- 21 avril :
  - Andor Kovach, compositeur, chef d'orchestre et enseignant suisse, d'origine roumaine († 2005).
  - Anthony Quinn, acteur mexicain († 3 juin 2001).
- 24 avril :
  - Salvador Borrego, journaliste et essayiste négationniste mexicain († 8 janvier 2018).
  - Risto Tiitola, joueur de hockey sur glace finlandais († 20 novembre 2015).
- 25 avril : Paul Giguet, coureur cycliste français († 28 septembre 1993).
- 26 avril : Jean Laviron, réalisateur français († 15 février 1987).
- 28 avril : Jacques Grello, acteur et chansonnier français († 8 mars 1978).
- 29 avril : Richard Depoorter, coureur cycliste belge († 16 juin 1948).
- 30 avril : Elio Toaff, érudit italien, grand-rabbin de Rome († 19 avril 2015).

## Mai
- 2 mai :
  - Jan Hanuš, compositeur tchèque († 30 juillet 2004).
  - Van Alexander, compositeur américain († 19 juillet 2015).
- 3 mai :
  - Florencio Caffaratti, footballeur argentin († 15 septembre 2001).
  - Evencio Castellanos, pianiste, chef d'orchestre et compositeur vénézuélien († 16 mars 1984).
  - Stu Hart, catcheur canadien († 16 octobre 2003).
- 5 mai : Ben Wright, acteur britannique († 2 juillet 1989).
- 6 mai :
  - Cesare Del Cancia, coureur cycliste italien († 25 avril 2011).
  - Orson Welles, acteur et réalisateur américain († 10 octobre 1985).
- 8 mai : John Archer, acteur américain († 3 décembre 1999).
- 10 mai : Walter Mafli, peintre et dessinateur suisse († 11 décembre 2017).
- 12 mai : frère Roger, fondateur et animateur de la Communauté de Taizé († 16 août 2005).
- 13 mai : René Gatissou, résistant français de la Seconde Guerre mondiale, Compagnon de la Libération († 13 février 2012).
- 15 mai :
  - Mario Monicelli, scénariste et réalisateur italien († 29 novembre 2010).
  - Paul Samuelson, économiste américain († 13 décembre 2009).
- 20 mai : Robert Moreau, syndicaliste et homme politique belge († 23 juillet 2006).
- 21 mai : Bill Williams, acteur américain († 21 septembre 1992).
- 26 mai :
  - Sam Edwards, acteur américain († 28 juillet 2004).
  - Pepe Villa, musicien mexicain († 24 juillet 1986).
- 27 mai : Herman Wouk, écrivain américain († 17 mai 2019).
- 28 mai : Frank Pickersgill, agent secret canadien († 14 septembre 1944).
- 31 mai : 
  - Bernard Schultze, peintre allemand († 14 avril 2005).
  - Carmen Herrera, peintre cubano-américaine († 12 février 2022).

## Juin
- 4 juin : Modibo Keïta, homme politique malien († 16 mai 1977).
- 8 juin : O. W. Wolters, universitaire, historien et auteur britannique († 5 décembre 2000).
- 9 juin : Les Paul, guitariste et inventeur américain († 13 août 2009).
- 11 juin : José Caballero, poète espagnol († 26 mai 1991).
- 12 juin :
  - David Rockefeller, homme d'affaires et milliardaire américain († 20 mars 2017).
  - Guy de Rouville, industriel et résistant français († 13 janvier 2017).
- 15 juin : Nini Theilade, danseuse étoile, chorégraphe et pédagogue danoise († 13 février 2018).
- 16 juin : Anthony Sharp, acteur, dramaturge et metteur en scène anglais († 23 juillet 1984).
- 17 juin : Gunther Gerzso, peintre mexicain († 21 avril 2000).
- 18 juin : Kurt Jung-Alsen, réalisateur et scénariste allemand († 17 décembre 1976).
- 19 juin : Pat Buttram, acteur américain († 8 janvier 1994).
- 21 juin : Jan Lambrichs, coureur cycliste néerlandais († 28 janvier 1990).
- 22 juin : 
  - Randolph Hokanson, pianiste américain († 18 octobre 2018)
  - Cornelius Warmerdam, athlète américain († 13 novembre 2001).
  - Thomas Quinn Curtiss, critique dramatique, scénariste et comédien américain († 17 juillet 2000).
  - Duncan Clark, athlète britannique († 8 juillet 2003).
- 23 juin : Dennis Price, acteur britannique († 6 octobre 1973).
- 24 juin : Fred Hoyle, cosmologiste britannique († 20 août 2001).
- 26 juin : Albert Pardigon, footballeur français († 5 septembre 1995).
- 27 juin : Pietro Chiappini, coureur cycliste italien († 14 janvier 1988).
- 28 juin : 
  - Carmen Vidal, femme d'affaires espagnole († 10 février 2003).
  - Honeyboy Edwards, chanteur-guitariste et harmoniciste de blues américain († 29 août 2011).

## Juillet
- 4 juillet :
  - Paul Frantz, coureur cycliste luxembourgeois († 12 novembre 1995).
  - Jean Jégoudez, peintre français († 5 mars 2007).
  - Jacques Silberfeld, écrivain français († 17 janvier 1991).
- 5 juillet : John Woodruff, athlète américain († 30 octobre 2007).
- 6 juillet : Marcel Quinet, compositeur belge († 16 décembre 1986).
- 7 juillet : Margaret Walker, poète et écrivaine américaine († 30 novembre 1998).
- 10 juillet : Saul Bellow, écrivain américain, Prix Nobel de littérature en 1976, († 5 avril 2005).
- 11 juillet :
  - « El Sargento » (Guillermo Rodríguez Martínez), matador péruvien († 2 octobre 1951).
  - Guy Schoeller, éditeur français († 24 octobre 2001).
- 13 juillet : 
  - Angelin German, médecin, résistant et homme politique français († 6 mars 2015).
  - Paul Williams, saxophoniste baryton et alto, chanteur et chef d’orchestre de rhythm and blues américain († 14 septembre 2002).
- 21 juillet : Jacques Tayar, officier, résistant, compagnon de la Libération († 18 décembre 1943).
- 23 juillet : Robert Henrion, homme politique belge († 19 juin 1997).
- 25 juillet :
  - Albert Preziosi, aviateur militaire français († 28 juillet 1943).
  - Joseph Patrick Kennedy, Jr. († 12 août 1944).
- 27 juillet : Willem Hofhuizen, peintre et sculpteur expressionniste néerlandais († 23 décembre 1986).
- 28 juillet : Charles Townes, physicien et enseignant américain († 27 janvier 2015).
- 29 juillet : Marie-Alphonsine Loretti, ambulancière militaire française première femme décorée de la Médaille militaire († 5 février 1944).
- 30 juillet : Aldo Bini, coureur cycliste italien († 16 juin 1993).

## Août
- 4 août : Irving Fields, pianiste américain († 20 août 2016).
- 5 août : Mildred Burke, catcheuse américaine († 18 février 1989).
- 8 août : Mathias Clemens, coureur cycliste luxembourgeois († 26 novembre 2001).
- 11 août : Walter Diggelmann, coureur cycliste suisse († 5 mars 1999).
- 13 août :
  - Aristide Gorelli, footballeur français († 5 novembre 2010).
  - Aurelio León, footballeur espagnol († 30 juin 1968).
  - Vassili Sokolov, peintre soviétique puis russe († 2013).
- 19 août : Alphonse Antoine, coureur cycliste français († 11 novembre 1999).
- 22 août : Jef van de Vijver, coureur cycliste néerlandais († 20 février 2005).
- 23 août : Antonio Innocenti, cardinal italien, préfet émérite de la Congrégation pour le clergé († 6 septembre 2008).
- 24 août :
  - Wynonie Harris, chanteur de blues et de rhythm and blues américain († 14 juin 1969).
  - Adam Saulnier, journaliste et peintre français († 3 octobre 1991).
- 25 août : Walter Trampler, virtuose américain de l'alto et de la viole d'amour († 27 septembre 1997).
- 28 août : Tol Avery, acteur américain († 27 août 1973).
- 29 août : Ingrid Bergman, actrice de cinéma suédoise († 29 août 1982).
- 31 août : Víctor Pey, ingénieur, professeur et patron de presse espagnol naturalisé chilien († 5 octobre 2018).

## Septembre
- 1er septembre : Émile Masson, coureur cycliste belge († 2 janvier 2011).
- 3 septembre : 
  - Américo Paredes, écrivain américain († 5 mai 1999)
  - Memphis Slim, chanteur et pianiste de blues américain († 24 février 1988).
- 5 septembre : Jack Buetel, acteur américain († 27 juin 1989).
- 6 septembre : Jean-Baptiste Muratore, peintre français († 1er avril 1977).
- 8 septembre : 
  - Frank Cady, acteur américain († 8 juin 2012).
  - Benoît Lacroix, prêtre dominicain, théologien, philosophe, médiéviste et professeur québécois († 2 mars 2016).
- 12 septembre : Dorothy Hoffman, ingénieure chimiste américaine († 13 décembre 1996).
- 14 septembre : Gösta Schwarck, compositeur, agent artistique et homme d'affaires danois († 11 mars 2012).
- 15 septembre :
  - Joaquín Olmos,  coureur cycliste espagnol († 22 février 2002).
  - Michel Vitold, comédien français († 14 juin 1994).
- 17 septembre : Maqbool Fida Husain, peintre, cinéaste, réalisateur, producteur et scénariste indien († 9 juin 2011).
- 22 septembre : Vincent J. Donehue, metteur en scène, acteur (théâtre) et réalisateur (cinéma, télévision) américain († 17 janvier 1966).
- 26 septembre : Gideon Hausner, juriste et homme politique israélien († 15 novembre 1990).
- 28 septembre : Ethel Rosenberg, espionne américaine exécutée († 19 juin 1953).
- 30 septembre : Vera Bulatova, archéologue et historienne ouzbèke († 11 décembre 2014).

## Octobre
- 1er octobre : Jerome Bruner, psychologue américain († 5 juin 2016).
- 4 octobre : Silvina Bullrich, romancière argentine († 2 juillet 1990).
- 6 octobre : Humberto Sousa Medeiros, cardinal américain, archevêque de Boston († 17 septembre 1983).
- 8 octobre :
  - Nicolas Hibst, joueur et entraîneur de football français († 21 janvier 1959).
  - Serge de Sazo, photographe français d'origine russe, de l'agence Rapho. († 23 janvier 2012).
- 9 octobre : José Francàs, footballeur espagnol († 4 septembre 1987).
- 11 octobre : Victor Cosson, coureur cycliste français († 18 juin 2009).
- 13 octobre :
  - Albert Ritserveldt, coureur cycliste belge († 11 mars 2002).
  - Ricco Wassmer, artiste peintre suisse († 27 mars 1972).
- 14 octobre : 
  - Loris Francesco Capovilla, cardinal italien († 26 mai 2016) ;
  - Marie Dubois, résistante française († 8 avril 1945 en déportation).
- 15 octobre : Nita Raya, danseuse, chanteuse meneuse de revue (Folies-Bergère) et actrice française d'origine juive roumaine († 25 mars 2015).
- 16 octobre : Robert Dorgebray, coureur cycliste français († 29 septembre 2005).
- 17 octobre :
  - Arthur Miller, écrivain et dramaturge américain († 10 février 2005).
  - Andrée Pollier, peintre française († 10 avril 2009).
  - Mike Sandlock, receveur de baseball américain († 4 avril 2016).
- 18 octobre :
  - Thomas Round, acteur, scénariste et chanteur lyrique britannique († 2 octobre 2016).
  - Victor Sen Yung, acteur américain († 1er novembre 1980)
- 19 octobre : Andreas Peter Cornelius Sol, missionnaire et prélat indonésien originaire des Pays-Bas († 26 mars 2016).
- 22 octobre : Raymonde Tillon, résistante et femme politique française († 17 juillet 2016).
- 23 octobre : Salvatore Fiume,  peintre, sculpteur, architecte, écrivain et créateur de scène italien († 3 juin 1997).
- 24 octobre : Bob Kane, dessinateur américain de comics, créateur de Batman († 3 novembre 1998).
- 30 octobre : Pierre Wissmer, compositeur français d'origine suisse († 4 novembre 1992).
- 31 octobre : Vittoria Nenni, militante antifasciste italienne († 15 juillet 1943).

## Novembre
- 1er novembre : Frances Hesselbein femme d'affaires américaine († 11 décembre 2022).
- 3 novembre :
  - André Dequae, homme politique belge († 17 août 2006).
  - Annelies Ullstein, joueuse de tennis italienne († 21 février 2015).
- 4 novembre : Jean Laby, une des premières physiciennes de l'atmosphère australienne.
- 8 novembre : Marguerite Lescop, autrice, conférencière et éditrice canadienne († 3 avril 2020).
- 12 novembre : Roland Barthes, écrivain et critique français († 25 mars 1980).
- 13 novembre : Carla Marangoni, gymnaste artistique italienne († 18 janvier 2018).
- 17 novembre : Albert Malbois, évêque catholique français, évêque émérite d'Évry († 12 février 2017).
- 18 novembre :
  - René Margotton, illustrateur et peintre français († 22 décembre 2009).
  - Sœur Marie Séraphie, religieuse et sculptrice française († 2 mars 2017).
- 19 novembre : Joseph Moingt, Prêtre jésuite français († 28 juillet 2020)
- 20 novembre :
  - Bill Daniel, homme politique américain († 20 juin 2006).
  - Hu Yaobang, secrétaire général du Parti communiste chinois († 15 avril 1989).
- 23 novembre :
  - John Dehner, acteur américain († 4 février 1992).
  - Jean Neuberth, peintre français († 16 mars 1996).
- 25 novembre :
  - Claude Mallmann, peintre, illustrateur et graveur français († 28 juillet 1981).
  - Augusto Pinochet, dictateur Chilien († 10 décembre 2006).
- 26 novembre : Inge King, Sculptrice allemande († 23 avril 2016).
- 30 novembre : Brownie McGhee, chanteur et guitariste de blues américain († 16 février 1996).
- ? novembre :  David Ickovitz, joueur et entraîneur de football français († 21 mars 1986).

## Décembre
- 2 décembre :
  - Nico Richter, compositeur néerlandais († 16 août 1945).
  - Takahito de Mikasa, archéologue et linguiste orientaliste, membre de la famille impériale japonaise († 27 octobre 2016).
- 5 décembre : Ren Xinmin, scientifique chinois († 12 février 2017).
- 8 décembre : Louis Namèche, homme politique belge († 3 août 1990).
- 12 décembre : 
  - Frank Sinatra, chanteur, acteur et producteur de musique américain († 14 mai 1998).
  - Paul Teyssier, linguiste français († 10 janvier 2002).
  - Sylvain Grysolle, coureur cycliste belge († 19 janvier 1985).
- 13 décembre : Curd Jürgens, acteur et réalisateur allemand et autrichien († 18 juin 1982).
- 14 décembre : Rachid Behboudov, chanteur et acteur russe puis soviétique († 9 juin 1989).
- 16 décembre : Gueorgui Sviridov, compositeur russe puis soviétique († 5 janvier 1998).
- 19 décembre : Édith Piaf, chanteuse française († 11 octobre 1963).
- 20 décembre : Natalia Dumitresco, peintre d'origine roumaine naturalisée française († 3 juillet 1997).
- 22 décembre : Barbara Billingsley, actrice américaine († 16 octobre 2010).
- 27 décembre : William Howell Masters, sexologue américain († 16 février 2001).

## Date inconnue
- Antoine Darlan, syndicaliste et homme politique centrafricain († 10 avril 1974).
- Alejandro Díaz Bialet, homme politique argentin († 22 janvier 1985).
- Feng Xuan, homme politique chinois († 1986).
- Pierre Jaquillard, diplomate et historien de l'art suisse  († 1987).

## Vers 1915
- James Madhavan, syndicaliste et homme politique fidjien († 20 décembre 1973).